# Zelfremmendheid
Zelfremmendheid treedt op in een mechanisme als alle krachten in evenwicht zijn met de wrijvingskracht (van de statische wrijving), zonder dat deze zijn maximale waarde bereikt. Deze maximale wrijvingskracht is gelijk aan statische wrijving {\displaystyle \mu _{s}} maal de normaalkracht N.
In constructies kan deze zelfremmendheid problemen veroorzaken met betrekking tot de nauwkeurigheid. De oorzaak is de onvoorspelbaarheid van de wrijving en daaraan gekoppeld de normaalkracht van oplegpunten die elkaar beïnvloeden. Vooral bij meetopstellingen of fabricage/montage met hoge nauwkeurigheidseisen kan dit een probleem zijn.

## Beschrijving.
Beschrijving van het begrip zelfremmendheid.

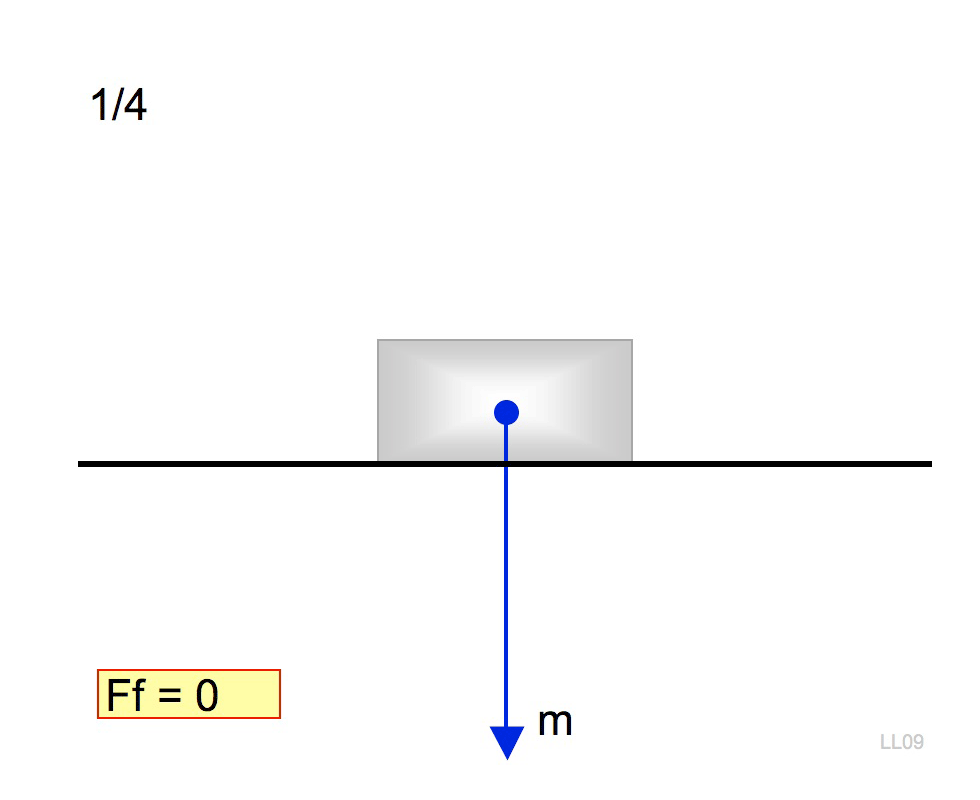
Fig. 1
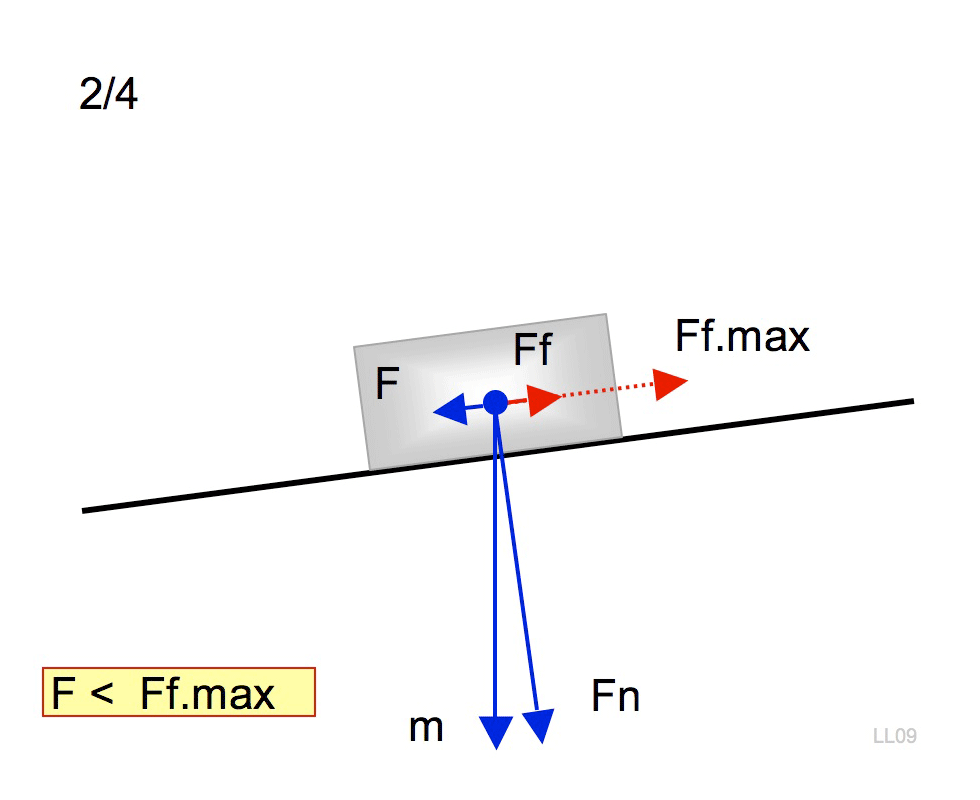
Fig. 2
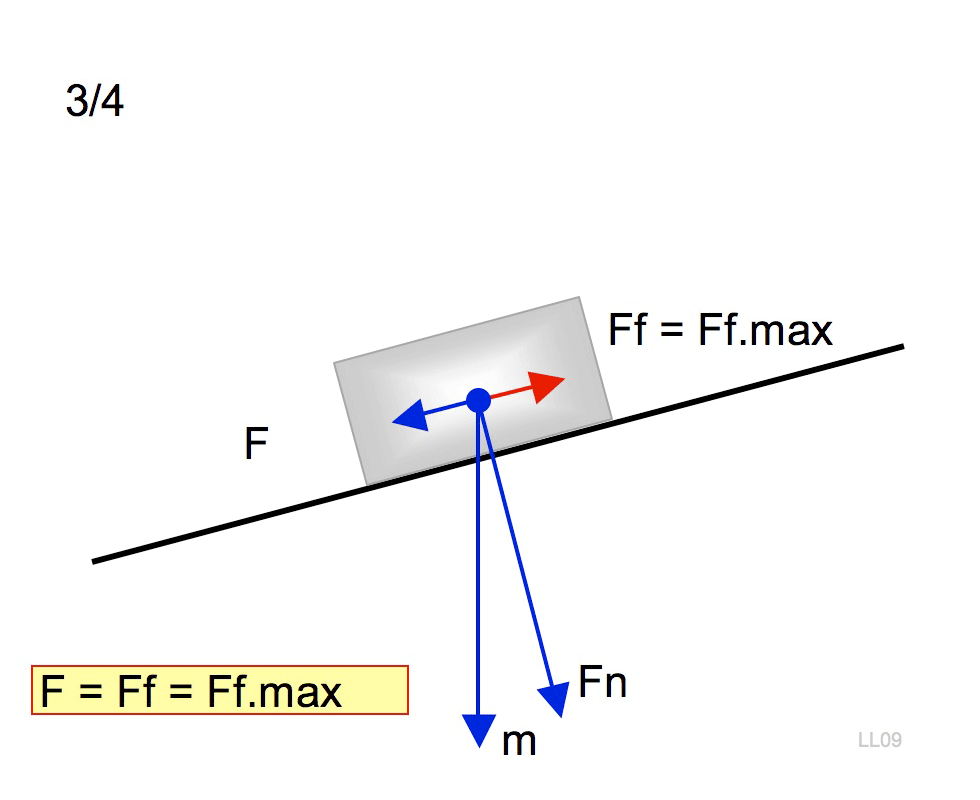
Fig. 3
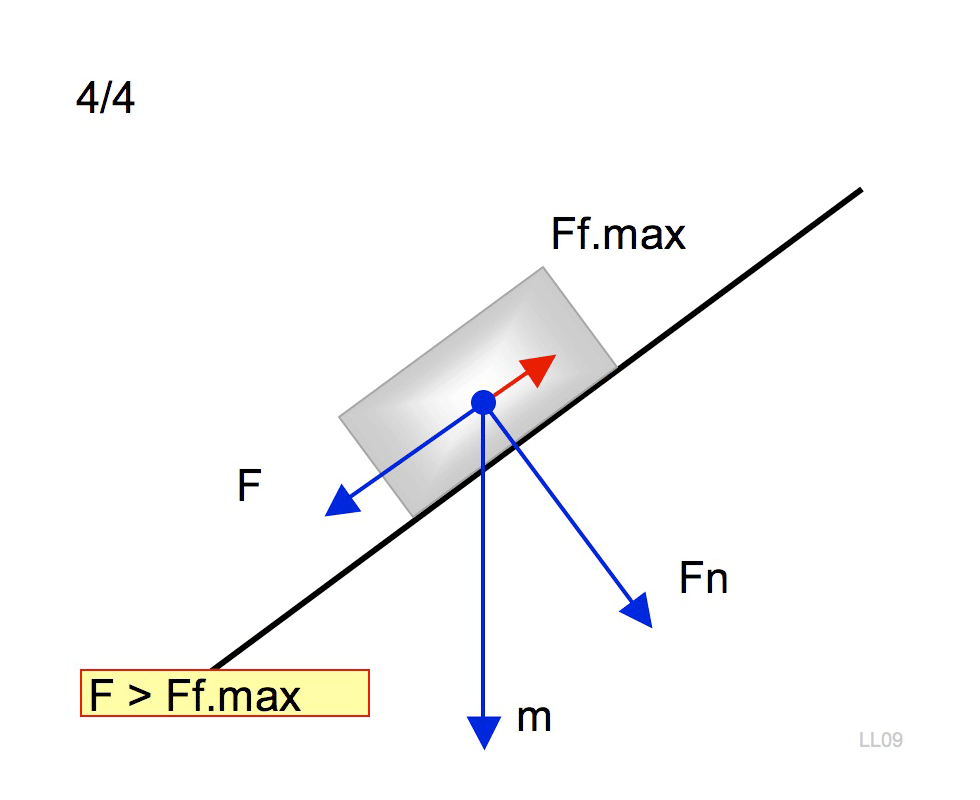
Fig. 4

- Fig. 1 [Ff=0] In figuur 1 is een ‘blok’ op een vlakke ondergrond afgebeeld. De constructie is in rust. Er zijn geen krachten op en/of in het ‘blok’ aanwezig om dit te laten bewegen. Een wrijvingskracht treedt pas op als deze opgewerkt wordt.

- Fig. 2  [F<Ff.max] De massa m van het ‘blok’ veroorzaakt een kracht [F=m.a] op de ondergrond. Deze kracht m kan ontbonden worden in een normaalkracht Fn loodrecht op het oppervlak en een kracht F evenwijdig aan het oppervlak. De kracht F wil het blok van de helling af laten geleiden. Hierdoor wordt er een wrijvingskracht Ff opgewerkt. De normaalkracht Fn is dusdanig groot de maximale wrijvingskracht nog niet bereikt is. De maximale wrijvingskracht Ff.max is  de wrijvingscoëfficiënt (μs) maal de normaalkracht Fn. Dus de constructie is zelfremmend.

- Fig. 3  [F=Ff=Ff.max] Een bijzondere situatie treedt op als in de constructie de maximale wrijvingskracht geheel wordt uitgenut.  In het overgangsgebied tussen wel of geen zelfremmendheid, tussen wel of niet bewegen, treedt het stick-slip effect op. Bij het ontwerpen van een constructie probeert men dit overgangsgebied veelal te mijden, omdat de krachten en snelheden in de constructie vooraf niet exact te voorspellen zijn.

- Fig. 4  [F>Ff.max] Als in dit voorbeeld de hellingshoek voldoende groot is dan zal het blok naar beneden glijden. De maximale wrijvingskracht Ff.max is onvoldoende om de kracht F op te heffen.